# Койкырыккан
Койкырыккан (каз. Қойқырыққан) — станция в Кербулакском районе Жетысуской области Казахстана. Входит в состав Сарыозекского сельского округа. Код КАТО — 194630300.

## Население
В 1999 году население станции составляло 55 человек (30 мужчин и 25 женщин). По данным переписи 2009 года, в населённом пункте проживало 29 человек (17 мужчин и 12 женщин).